# 1820'erne
Århundreder: 18. århundrede – 19. århundrede – 20. århundrede
Årtier: 1770'erne 1780'erne 1790'erne 1800'erne 1810'erne – 1820'erne – 1830'erne 1840'erne 1850'erne 1860'erne 1870'erne
År: 1820 1821 1822 1823 1824 1825 1826 1827 1828 1829
Begivenheder
Personer